# منتخب تايلاند لكرة الطائرة للرجال
منتخب تايلاند الوطني لكرة الطائرة للرجال (بالتايلندية: วอลเลย์บอลชายทีมชาติไทย)‏ هو ممثل تايلاند الرسمي في المنافسات الدولية في كرة طائرة في فئة كرة الطائرة للرجال.